# C.A. Bluhme
Christian Albrecht Bluhme (27. december 1794 i København – 16. december 1866 sammesteds) var en dansk jurist og konservativ politiker, der var Danmarks 2. og 10. statsminister (første gang fra 1852 til 1853 med titel af premierminister, anden gang fra 1864 til 1865 med titel af konseilspræsident). Hans søn Emil Bluhme blev også politiker.
C.A. Bluhme var konservativ helstatspolitiker og stod i opposition til De Nationalliberale. Han havde som udenrigsminister ansvaret for de komplicerede aftaler, der i 1851-1852 blev indgået om på den ene side de danske tronfølgeforhold og på den anden side Slesvig og Holsten, og som viste sig at være så vanskelige at gennemføre, at de førte til krigen i 1864. Han ledede desuden regeringen i to korte perioder, 27. januar 1852 til 21. april 1853 og anden gang 11. juli 1864 til 7. november 1865, hvor han blev hentet ind for at afbøde konsekvenserne af den katastrofale krig, hvilket imidlertid var forgæves.

## Ungdom og uddannelse
C.A. Bluhme blev født i København 1794 som søn af kommandør i Søetaten Hans Emilius Bluhme og hustru født Topp fra Helsingør. Bluhme gik på Herlufsholm, hvorfra han i 1811 dimitteredes af den dygtige rektor Brorson med udmærkelse i alle fag. Efter Anden Eksamen tog han fat på det juridiske studium og blev 1816 juridisk kandidat. I 1820 blev han auditør ved 2. jyske regiment og 2 år efter tillige assessor i Landsoverretten, men denne post sagde han pludselig op i 1824 for at drage til guvernementsrådet i Trankebar. Efter nogle års ophold i Indien vendte han tilbage til Danmark og udnævntes i 1831 med titel af etatsråd til by- og herredsfoged i Store Heddinge. 8. maj 1832 ægtede han Rasmine Wandel, datter af regimentskirurg i København C.F. Wandel og Ellen f. Kirketerp.
1838 blev han udnævnt til stiftamtmand over Aalborg Stift, hvor han viste betydelig administrativ dygtighed, og da han tillige ved sin fine, overlegne dannelse havde vakt kong Christian VIII's personlige interesse, blev han 1843 kaldet til deltagelse i den overordnede administration som direktør for Generaltoldkammer- og Kommercekollegiet, hvis præsident han blev i januar 1848. Allerede 1844 var han udnævnt til ekstraordinær assessor i Højesteret, og 1847 fik han Storkorset af Dannebrog. Han vandt i denne stilling almindelig anerkendelse for sin takt og forretningsdygtighed og ansås i det hele for et af de bedste hoveder inden for regeringskredsene. I politik hørte han vel nærmest til "den gamle skole", men da han aldrig havde lagt udprægede konservative anskuelser for dagen og med stor smidighed forstod at lempe sig efter alle, hvem det faldt i hans lod at skulle arbejde sammen med, var der intet påfaldende i, at han 1848 blev medlem af Martsministeriet som handelsminister. Han røgtede her sine særlige pligter med sædvanlig dygtighed, men spillede ingen fremtrædende politisk rolle. Han viste sig hverken i ministeriet eller i Den grundlovgivende Rigsforsamling, af hvilken han marts 1849 blev kongevalgt medlem, som nogen modstander af den ny tingenes orden. 25. maj var han blandt de 119, som stemte ja til Grundloven i den endelig vedtagne skikkelse, mens 4 svarede nej (26 var fraværende, og 1 stemte ikke). Ved det partielle ministerskifte november 1848 trådte han tilbage.

## Udnævnelse til minister og opgaven med det slesvigske problem
Sommeren 1849 blev han midlertidig kabinetssekretær i F.F. Tillischs sted og vandt i denne stilling en ikke ringe politisk indflydelse hos kongen. Herved og ved den Danner-Berlingske kreds' uvilje distanceredes C.E. Bardenfleth, og grunden lagdes til den position, Bluhme i de nærmest følgende år skulle vinde. Med kabinetssekretariatet forbandt han fra maj 1850 stillingen som direktør for Øresunds Toldkammer, en af datidens anseligste og mest indbringende.
Treårskrigen havde ikke løst de forfatningsmæssige problemer omkring hertugdømmerne Slesvig og Holsten. Samtidig var tronfølgerspørgsmålet efter den barnløse Frederik VII fortsat uløst. Bluhme blev i oktober 1851 udnævnt til udenrigsminister med henblik på at forhandle sig frem til en helstatsforfatning, som kunne anerkendes af de øvrige europæiske stormagter.
Fra nu af blev det hans opgave at fuldføre den af H.C. Reedtz forberedte svingning over i helstatspolitikken. Bluhme var som politiker fuldblods opportunist. Derfor havde han i sin tid, da de liberale og nationale strømninger havde overvægten, kunnet slå ind på demokratiske og Ejderdanske baner, men nu, da den politiske vindretning i Europa for længst var blevet en anden, indså han umuligheden af at løse det svævende spørgsmål om det danske monarkis organisation i overensstemmelse med martsprogrammet, og han var tillige villig til at imødekomme de konservative stormagters ønsker ved en betydelig indskrænkning af den demokratiske Junigrundlovs virkeområde. Særligt Tyskland og det holstenske ridderskab brød sig ikke om den demokratiske danske Grundlov og ønskede ikke dens gyldighed udstrakt til Slesvig. Bluhme var på grund af sin fortid som martsminister genstand for langt mindre hjemlig mistillid end Reedtz, og samtidig forstod han hurtig at overbevise de konservative stormagter om, at han i virkeligheden ville samme vej som de.
Missionen lykkedes på grund af Bluhmes forhandlingsdygtighed, først med Rusland og senere ved depecherne til Preussens og Østrigs regeringer af 6. december 1851 og den kgl. kundgørelse af 28. januar 1852. Konklusionerne, der blev affattet i de såkaldte "Aftaler af 1851 og 1852", var, at Junigrundloven fortsat gjaldt for kongeriget, mens Slesvig og Holsten skulle stå direkte under Frederik VII's enevældige ledelse. Aftalerne førte frem til London-protokollen af 8. maj 1852 som anerkendte den nye arvefølge, hvorefter prins Christian af Glücksborg blev tronarving efter de barnløse Frederik VII og Arveprins Ferdinand.

## Den indviklede tronfølgesag
Kernen i arveproblemet var, at den danske Kongelov tillod kvindelig arvefølge (agnatisk-kognatisk), mens den saliske lov, der gjaldt i Tyskland, og dermed også i det tyske len Holsten, kun tillod mandlig arvefølge (agnatisk). Samtidig var det nødvendigt at nå til en overenskomst med Rusland, hvis herskerhus havde arvekrav på dele af Holsten (Holsten-Gottorp). Efter Ruslands anvisning bestemte man sig da først for arvestorhertug Peter af Oldenburg, men da han senere umuliggjorde sin kandidatur ved åbenlyst at lægge sit slesvig-holstenske sindelag for dagen, enedes man med Rusland om, at prins Christian af Glücksborg, som var gift med den egentligt arveberettigede, nemlig Christian 8.s søsterdatter prinsesse Louise af Hessen-Kassel, skulle bestige det danske monarkis trone efter den oldenborgske mandstammes uddøen og tronen nedarves i hans mandsstamme af ægteskabet med prinsesse Louise. Således blev der taget et berettiget hensyn til den tilsidesatte oldenborgske kvindelinje, og for den danske befolkning anbefaledes dette valg ved, at prins Christian under oprørskrigen loyalt havde sluttet sig til den danske sag og tjent i den danske hær.
Ved Warszawa-protokollen af 5. juni 1851 overgav zar Nikolaj 1. af Rusland således som chef for den holsten-gottorpske slægt sine arverettigheder over visse dele af Holsten ved den oldenborgske mandsstammes uddøen til prins Christian af Glücksborg, og ved renunciationsakter af landgrevinde Charlotte, prins Frederik af Hessen og prinsesse Marie af Anhalt-Dessau var arveretten til Danmarks Rige følge Kongeloven gået over til prinsesse Louise, hvis ægtemand aftalen i London altså gjorde til fremtidig dansk konge. Forinden havde også hertugen af Augustenborg, mod at den danske regering for en meget stor sum penge (3 mio. Rdl.) afkøbte ham hans slesvigske godser, ved sit hertugelige ord og ære på egne og families vegne lovet intet at foretage, der kunne true den ny tronfølgeordning.
Under de førte forhandlinger havde det hele tiden været grundtanken, at mens arvefølgen for monarkiet som helhed (Danmark + hertugdømmerne) skulle være rent agnatisk, skulle ud over prins Christians mandsstamme Kongelovens agnatisk-kognatiske arvefølge fortsætte med at gælde for Kongeriget Danmark, ligesom de holsten-gottorpske prætentioner skulde vedblive for visse dele af Holsten. Dette arrangement, der forudsatte den danske Rigsdags samtykke, mødte ingen som helst opposition.
Men i oktober 1852 bebudede Bluhme pludselig ophævelsen af artikel 27-40 i Kongeloven om kvindelig arvefølge og gennemførelsen af et ensartet mandligt arveprincip i alle dele af riget, hvorved han påkaldte sig de nationalliberales vrede. Det forbliver en gåde, hvorfor Bluhme foretog denne disposition, der kunne tolkes som en indrømmelse til de slesvig-holstenske krav og derfor svækkede den danske position.
Aftalerne af 1851 og 1852 var derfor meget omstridte i Rigsdagen, men Bluhme forsvarede aftalerne, bl.a. med ordene: "den er det Yderste, der kan opnaas, det Eneste, som kan opnaas uimodsagt, det Eneste, som kan opnaaes i Fred og Ro." Bluhme gik ud af de voldsomme debatter med de nationalliberale som sejrherre, fordi de ikke kunne fremlægge nogen anden realistisk politik.
Således forberedte Bluhme med snildhed og energi den afgørende vending i dansk politik. Gennem disse aktstykker proklameredes det ny helstatssystem, og en forfatningsforandring, hvorved Junigrundloven ad konstitutionel vej skulle indskrænkes til fordel for en hele monarkiet omfattende fællesforfatning, bebudedes. Disse aktstykker i forbindelse med de østrigske og preussiske svarnoter udgjorde de skæbnesvangre aftaler. Bluhme havde forberedt og udført svingningen med overlegen dygtighed, men disse aftaler viste sig dog senere at gemme store farer for landet. Vel tillod deres som regel forsigtig holdt udtryk Danmark at fortolke de overtagne forpligtelser på mere end een måde; men dette var dog kun en tvivlsom fordel over for de så meget mægtigere medkontrahenter, der altid ville kunne benytte udtrykkenes vaghed netop i deres favør.

## Statsminister
27. januar 1852 udnævntes det ny helstatsministerium, hvis chef Bluhme blev samtidig med, at han beholdt Udenrigsministeriet. Denne regerings hovedopgaver blev at gennemføre hærenheden, toldenheden og arveenheden for hele monarkiet. Den første gennemførte Bluhme fuldstændig, og de to sidste bragte han løsningen nær, alt for en væsentlig del ved bistand af Bondevennerne, med hvilke forbindelsen især vedligeholdtes gennem A.F. Tscherning. Bluhme viste sig, navnlig under de bevægede debatter om tronfølgeordningen, som en parlamentarisk kraft af første rang, der også som taler fuldt ud kunne stå mål med det nationalliberale partis koryfæer. Hans taler udmærkede sig i lige grad ved deres noble og beherskede form, ved argumentationens styrke og ved evnen til at døve og besnære alle tvivl.
Trods alle fremragende egenskaber var Bluhme dog ikke i stand til i længden at beholde ledelsen i ministeriet. Den skarpt reaktionære retning, som især repræsenteredes af ministeren for Slesvig, grev Carl Moltke, der var Bluhme langt overlegen i karakterstyrke, fik mere og mere overhånd navnlig i spørgsmålet om, hvorvidt Fællesforfatningen skulle oktrojeres eller gives i alt fald til en vis grad med Rigsdagens medvirkning. Bluhme, der, navnlig for at bevare forbindelsen med Bondevennerne, ikke var utilbøjelig til at gøre den liberale retning indrømmelser, og som selv til en vis grad var bundet ved tidligere udtalelser i Rigsdagen, ønskede ikke at føre an i den krig på kniven med Rigsdagens overvejende flertal, som forestod, og overlod april 1853 konseilspræsidiet til A.S. Ørsted.
På grund af disse indre stridigheder i regeringen fratrådte Bluhme som premierminister i foråret 1853, umiddelbart før Fællesforfatningens endelige fremlæggelse i Rigsdagen, men han lod sig overtale til at fortsætte som udenrigsminister under den stærkt konservative Ørsted og kom dermed til at tage et medansvar for Ørsteds forsøg på i juli 1854 at gennemføre en fællesforfatning for Danmark og hertugdømmerne uden om Rigsdagen.
Under Krimkrigen forstod han at bevare neutraliteten samtidig med, at det gode forhold til Rusland opretholdtes. Det var, ifølge Bluhme, et hovedformål for Danmarks udenrigspolitik at gøre sig "saa lidet bemærket og saa lidet fremtrædende som muligt, intet at forsøge, som ikke sikkert kan gennemføres, og ved Siden heraf saa lidt som muligt... at gøre Danmarks geografiske Forhold generende for nogen af de krigsførende Parter." Ved ministerkrisen december 1854 trådte han tilbage tillige med det øvrige ministerium, og fra nu af var hans store politiske indflydelse hos kongen brudt til fordel for L.N. Scheele.
Over for de ministerier med bestandig mere fremherskende nationalliberal karakter, som afløste hverandre indtil 1864, indtog han som medlem af Rigsrådet en oppositionel holdning, der i begyndelsen var ret afdæmpet, men senere, navnlig under kampen om Novemberforfatningen, antog en skarpere karakter. Skærpelsen i hans attitude indtraf, da man efter tysk krav den 6. november 1858 havde udsondret Holsten og Lauenborg af den forfatningsmæssige forbindelse med monarkiet og derved lagt helstaten i graven.
Han hævdede vedblivende helstatssystemet og bekæmpede den gradvise gliden over mod Ejderstatstanken og skandinavismen, som karakteriserede den Hallske styrelse, og ved behandlingen af det nye forfatningsudkast den 13. november kom han ud i en længere sproglig duel med C.C. Hall. Såvel under som efter sin ministertid bevarede han embedet som direktør for Øresunds Toldkammer, og det blev ham, der som Danmarks befuldmægtigede ledede de forhandlinger om Øresundstoldens afløsning, som 1857 førte til et så tilfredsstillende resultat. Konferencen herom, hvor de fleste stormagter var repræsenterede, åbnedes i København 4. januar 1856 og afsluttedes 14. marts 1857 med et for Danmark meget tilfredsstillende resultat. Bluhme var dansk befuldmægtiget, han kåredes straks til at lede forhandlingerne, og ved disses slutning bragte den franske ambassadør Dotézac ham i alles navn en smigrende tak for hans udmærkede ledelse. Som anerkendelse for sin virksomhed her hædredes han med Elefantordenen og en mængde udenlandske udmærkelsestegn.

## Oprydning efter de nationalliberale og den2. slesvigske krig
Da den nationalliberale politik begyndte at glippe, ledtes tanken naturlig hen på Bluhme som helstatssystemets mest fremragende repræsentant, og han, der personlig i høj grad nød den ny konges, Christian IX's tillid, fik såvel umiddelbart efter tronskiftet som i december 1863 tilbud om at medvirke til dannelsen af et nyt ministerium, men afslog det begge gange. Derimod trådte han til i juli 1864 og overtog konseilspræsidiet og Udenrigsministeriet i en væsentlig af konservative helstatsmænd sammensat regering. Landets skæbne var imidlertid da allerede afgjort, og Bluhme formåede intet andet end at slutte den sørgelige Wienerfred, ved hvilken de tre hertugdømmer tabtes. Den opgave, der nu lå for, var ordningen af forfatningsspørgsmålet, men det lykkedes ham ikke at gennemføre nogen løsning, og han trak sig derfor 6. november 1865 tilbage for grev C.E. Frijs, der ved overenskomst med en del af Bondevennerne havde tilvejebragt betingelserne for at løse opgaven. Hermed var Bluhmes politiske virksomhed endt. Hans sidste år var sørgelige. En søn var faldet ved Mysunde i februar 1864, og dette tab gjorde det dybeste indtryk på ham og hustruen, som døde af sorg i januar 1865. Bluhme døde året efter. Han er begravet på Holmens Kirkegård.